# Biskupi Rrëshen

## Opactwo Terytorialne Shën Llezhri i Oroshit

### Opaci
- 29 grudnia 1888–1919 opat Primo Doçi
- 28 sierpnia 1921 - 13 czerwca 1928 bp Joseph Gionali
- 29 czerwca 1930 - 4 stycznia 1946 bp Frano Gjini
- 4 stycznia 1946 - 7 grudnia 1996 wakat

## Diecezja Rrëshen

### Biskupi ordynariusze
- 7 grudnia 1996 - 28 marca 1998 bp Angelo Massafra, O.F.M.
- 23 listopada 2005 - 15 czerwca 2017 bp Cristoforo Palmieri, C.M.
- od 15 czerwca 2017 bp Gjergj Meta